# Dionisio Mejía
Dionisio Mejía Vieyra  (1907. január 6. – 1963. július 17.) mexikói labdarúgócsatár.